# Julian Barnes
Julian Patrick Barnes (Leicester, 19 de janeiro de 1946) é um escritor inglês. Barnes venceu o Prémio Man Booker pelo seu livro The Sense of an Ending (2011), e três dos seus livros iniciais ficaram entre os finalistas deste Prémio: Flaubert's Parrot (1984), England, England (1998), e Arthur & George (2005). Também escreveu ficção criminal sob o pseudónimo de Dan Kavanagh. Adicionalmente aos romances, Barnes publicou colectâneas de ensaios e contos.
Em 2004 tornou-se comendador (Commandeur) da Ordem das Artes e das Letras. As suas homenagens também incluem o Prémio Somerset Maugham e o Prémio de Memória Geoffrey Faber.

## Biografia
Barnes nasceu em Leicester, embora a sua família se tenha mudado para os subúrbios exteriores de Londres seis semanas depois. Ambos os seus pais eram professores de Francês. Afirmou que o seu apoio ao Leicester City Football Club era, desde os quatro ou cinco anos de idade, "uma maneira sentimental de permanecer ligado" à sua cidade natal. Foi educado na City of London School de 1957 a 1964. Aos 10 anos de idade, a sua mãe disse-lhe que ela tinha "imaginação a mais". Em 1956 a família mudou-se para Northwood, Middlesex, a 'Metroland' do seu primeiro romance. Foi então frequentar a Magdalen College, Oxford, onde estudou Línguas Modernas. Depois de se formar, trabalhou como léxicografo para o suplemento do Oxford English Dictionary durante três anos. Seguidamente trabalhou como eviewer e editor literário para o New Statesman e o New Review. Durante este tempo no New Statesman, Barnes sofreu de timidez debilitante, afirmando: "Quando estávamos nas reuniões semanais eu ficava paralisado em silêncio, e era considerado o membro mudo da equipa". De 1979 a 1986 trabalhou como crítico televisivo, primeiro para o New Statesman e mais tarde para o The Observer.

## Prémios e homenagens
- 2012 Europese Literatuurprijs
- 2011 Costa Book Awards, finalista, The Sense of an Ending
- 2011 Booker Prize, vencedor, The Sense of an Ending
- 2011 David Cohen Prize para Literature.
- 2008 Prémio Literário San Clemente
- 2004 Commandeur da Ordem das Artes e das Letras
- 2004 Austrian State Prize for European Literature [4]
- 1985 Geoffrey Faber Memorial Prize
- 1993 Prémio Shakespeare
- 1992 Prémio Femina estrangeiro, vencedor, Talking It Over
- 1986 Prémio E. M. Forster da Academia Americana da Artes e Letras
- 1981 Prémio Somerset Maugham

## Obras

### Romances
- Metroland (1980)
- Before She Met Me (1982)
- O papagaio de Flaubert - no original Flaubert's Parrot (1984) – finalista do Booker Prize
- Staring at the Sun (1986)
- A história do mundo em 10 capítulos e 1/2 - no original A History of the World in 10½ Chapters (1989)
- Talking It Over (1991)
- The Porcupine (1992)
- Inglaterra, Inglaterra - no original England, England (1998) – finalista do Booker Prize
- Amor & Ca - no original Love, etc (2000) – sequela de Talking it Over
- Arthur & George (2005) – finalista do Booker Prize
- O sentido do fim - no original The Sense of an Ending (2011) – vencedor do Booker Prize
- O Ruído do Tempo - no original The Noise of Time[5] (2016)
- A Unica História - no original The Only Story (2018)

### Colectâneas
- Do outro lado do canal - no original Cross Channel (1996)
- A mesa limão - no original The Lemon Table (2004)
- Pulse (2011)

### Não-fição
- Letters from London (Picador, London, 1995) – jornalismo do The New Yorker, ISBN 0-330-34116-2
- Something to Declare (2002) – ensaios
- The Pedant in the Kitchen (2003) – jornalismo sobre cozinha
- Nada a temer - no original Nothing to Be Frightened Of (2008) – memória
- Through the Window (2012) – 17 ensaios e um conto
- Os níveis da vida - no original Levels of Life (2013) - memória
- Keeping an Eye Open: Essays on Art (Outubro de 2015) – ensaios

### Obras enquanto Dan Kavanagh
- Duffy (1980)
- Fiddle City (1981)
- Putting the Boot In (1985)
- Going to the Dogs (1987)

## Leituras adicionais
- Peter Childs, Julian Barnes (Contemporary British Novelists), Manchester University Press (2011)
- Sebastian Groes & Peter Childs, eds. Julian Barnes (Contemporary Critical Perspectives), Continuum (2011)
- Vanessa Guignery & Ryan Roberts, eds. Conversations with Julian Barnes, University Press of Mississippi (2009)
- Vanessa Guignery, The Fiction of Julian Barnes: A Reader's Guide to Essential Criticism, Palgrave Macmillan (2006)
- Matthew Pateman, Julian Barnes: Writers and Their Work, Northcote House, (2002)
- Bruce Sesto, Language, History, And Metanarrative In the Fiction of Julian Barnes, Peter Lang (2001)
- Merritt Moseley, Understanding Julian Barnes, University of South Carolina Press (1997)